# Серединна Литва
Респу́бліка Середи́нна Литва́ (пол. Republika Litwy Środkowej) — залежне державне утворення (жовтень 1920 — березень 1922) на теренах, зайнятих у жовтні 1920 військами польського генерала Люціана Желіговського (східні терени сучасної Литовської Республіки та західні терени сучасної Республіки Білорусь).
З центром в історичній столиці Великого князівства Литовського — Вільно (Вільнюс), протягом 18 місяців державне утворення служило буферною державою між Польською Республікою, від якої воно залежало, та Литвою, яка претендувала на цю територію. Ця територія була засобом тиску на Литву, оскільки Польща намагалася торгувати містом Вільно в обмін на залежність відновлюваної Литви (пропозиція союзу між двома державами) або капітуляції перед Польщею (пропозиція автономії Литви в межах Польщі). Після різноманітних затримок 8 січня 1922 року відбулись спірні вибори, і територія була приєднана до складу Польської Республіки. Спочатку польський уряд заперечував, що несе відповідальність за операцію під фальшивим прапором, але перший очільник відродженої польської держави Юзеф Пілсудський згодом визнав, що він особисто наказав Желіговському робити вигляд, що він діє як заколотний польський офіцер.
Польсько-литовські кордони в міжвоєнний період, хоча і були визнані Конференцією послів Антанти і Ліги Націй, не були визнані Каунасом Литовської Республіки до польського ультиматуму 1938 року. Литва, столицею якої був Каунас, прийняла ультиматум відновити відносини з Польщею. Саме тоді польсько-литовський кордон відродився. Значна частина поляків жила в Литві і могла приїхати до Польщі, включаючи польську Вільну (Вільнюс). Незважаючи на це, Литва все ще не могла визнати того факту, що Вільно є частиною Польщі. До 1939 року, коли німецький Третій рейх висунув Литві ультиматум щодо Клайпеди, та анексував Клайпедський край з порушенням міжнародного права. Тоді через страх перед війною Литва прийняла той факт, що Вільно було частиною Польщі, а у Вільні домінувало польське населення.
Хоча лише у Вільнюсі поляки все ще налічують майже 100 000 осіб (що становить приблизно 20 % усього населення міста), а у Віленській області та околицях Вільнюса поляки становлять більшість — незважаючи на те, що сьогодні це входить до складу Литви та Білорусі. Загальна кількість поляків у Віленській області (з урахуванням литовської та білоруської частин) оцінюється від 400 тисяч до навіть 1 мільйона — найбільшої нації, що населяє Вільнюську область.

## Історія

### Концепція

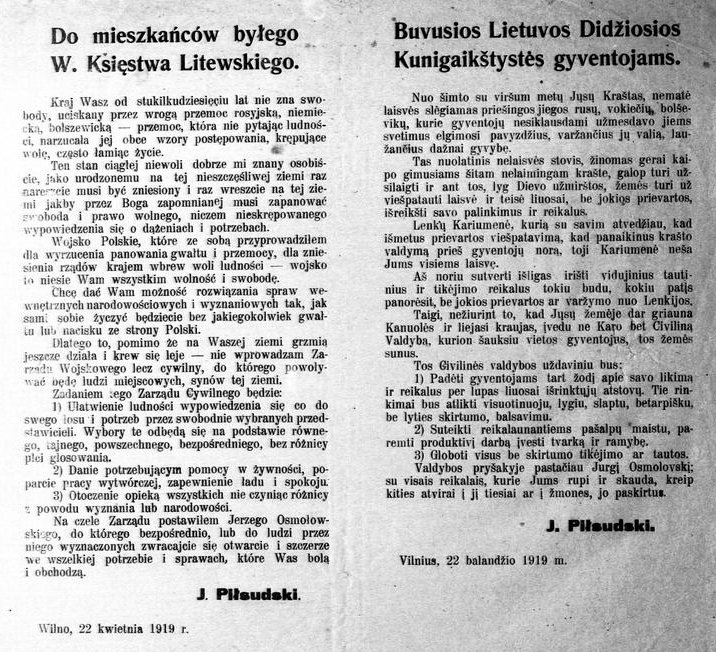
Двомовне проголошення Пілсудським жителям колишнього Великого князівства Литовського (квітень 1919 р.).

Утворення Республіки Серединної Литви стало результатом взаємодії федералістської концепції Юзефа Пілсудського з військовими і політичними реаліями 1918–1920 років. За задумом Пілсудського, держави, що виникли на руїнах Російської і Австро-Угорської імперій (польська, литовська, білоруська, українська) мали утворити федерацію, яка б відтворювала Першу Річ Посполиту. Але в Польській республіці, Литві та сусідніх країнах до завершення Першої світової війни запанувала ідея національної держави. Проте Пілсудський прагнув до створення союзної з Польщею литовської федерації — Литви Північної (Литви Ковенської), Литви Серединної і Литви Південної (із столицею в Новогрудці). Як модифікація цієї ідеї пізніше з'явився «план Гіманса» — висунутий навесні 1921 р. бельгійським дипломатом Полем Гімансом план врегулювання польсько-литовського конфлікту, що передбачав створення держави з двох кантонів, — з центром у Вільно і з центром у Ковно.

### Після Першої світової війни
Після Першої світової війни як Польща, так і Литва відновили незалежність. Невдовзі між ними виник конфлікт, коли Литва та Польща почали претендували на Віленщину.
Поки Польща за часів Юзефа Пілсудського намагалася створити федерацію під керівництвом Польщі на цій території, яка включала б ряд етнічно непольських територій (Міжмор'я), Литва прагнула створити повністю незалежну державу, яка включала б Віленщину. Два переписи на початку 20 століття показали, що носії литовської мови, мова яких у другій половині 19 століття була придушена російською політикою та мала несприятливі умови в Католицькій церкві, стала меншиною в регіоні. Виходячи з цього, влада Литви стверджувала, що більшість мешканців, які там мешкають, навіть якщо вони на той час не розмовляли литовською, були, таким чином, полонізованими (або зросійщеними) литовцями.
Що ще більше ускладнювало ситуацію існування двох польських фракцій, які мали абсолютно різні погляди на створення сучасної держави в Польщі. Одна партія, очолювана Романом Дмовським, розглядала сучасну Польщу як етнічну державу, інша — на чолі з Юзефом Пілсудським — бажала відбудувати Річ Посполиту. Обидві сторони були твердо налаштовані взяти Вільно. Пілсудський намагався відбудувати Велике князівство Литовське в кантонській структурі, як частина федерації Міжмор'я:
- Литва Каунаса з литовською мовою
- Литва Віленщини або Серединна Литва з польською мовою
- Литва Мінська з білоруською мовою

Зрештою, план Пілсудського зазнав краху; їй протистояли як литовський уряд, так і фракція Дмовського в Польщі. Станіслав Грабський, представник фракції Дмовського, відповідав за переговори Ризького договору з Радянським Союзом, в яких вони відхилили пропозицію СРСР територій, необхідних для Мінського кантону (Дмовський віддав перевагу Польщі, яка була б меншою, але з більшим відсотком етнічних поляків). Включення територій, де переважають неполяки, послабило б підтримку Дмовського.

### Передумови

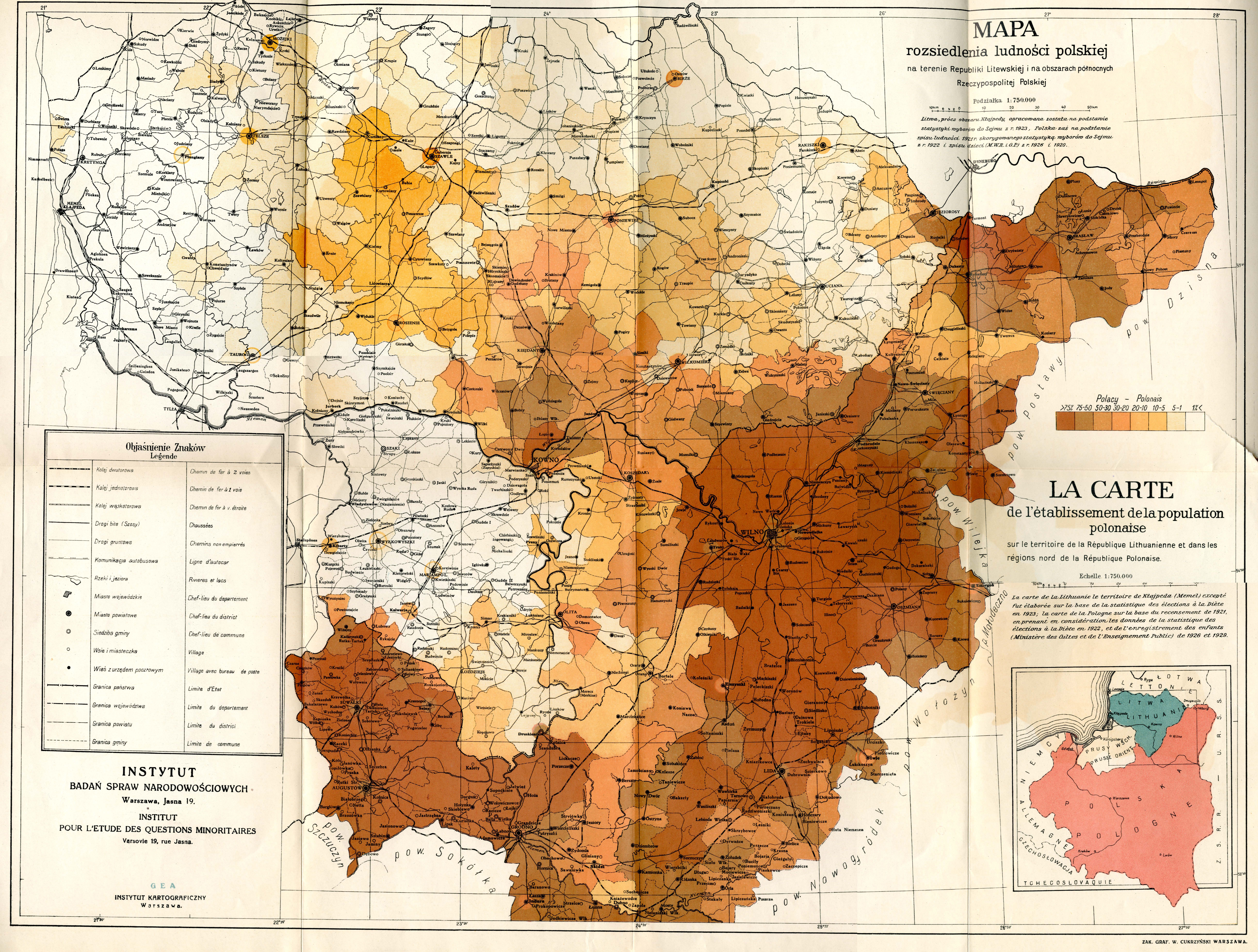
Карта із зазначенням польського населення, яке проживає в Серединній Литві, 1920. Включає як райони, які мали польську більшість, так і ті, що мають меншість.

У 1918—1919 рр. литовці досить успішно побудували свою державу. Спочатку їм активно допомагали німці, а потім союзники. Основним бажанням литовців було включити до своєї держави всю Віленщину разом зі старовинною столицею Великого князівства Литовського — Вільно. Спочатку Радянська Росія однозначно негативно ставилася до створення власної литовської держави. Але після наступу поляків на Літбел ситуація змінилася, оскільки Литва стала союзником більшовиків у боротьбі з Польщею. 11 вересня 1919 р. уряд Радянської Росії погодився визнати Литовську державу та укласти з нею мирний договір.
У липні 1920 р. під час радянсько-польської війни більшовицькі війська перейшли в наступ. Польська держава, виснажена дворічними бойовими діями та експансією на Сході, вирішила звернутися за допомогою до Антанти. Прем'єр-міністр Владислав Грабський вирушив до Спа (Бельгія) на конференцію європейських держав. Країни Антанти ставлять умову перед польським прем'єр-міністром: військова та фінансова допомога Польщі буде надана, якщо Варшава відмовиться від своїх політичних претензій на Вільно та Віленщини. 10 липня 1920 р. було підписано угоду між польською державою та країнами Антанти.
Через два дні, 12 липня, уряд Радянської Росії підписав Московський договір з Литвою, в якому визнав її незалежність і передав в обмін на нейтралітет у радянсько-польському конфлікті Віленщину з Вільно, а також Городню, Ліду, Смаргонь, Ошмяни, Нароч та Браславські озера. 14 липня Червона Армія окупувала Вільно, а у вересні передала його литовцям.
Під час контрнаступу в серпні-вересні 1920 року, після битви при Віслі, польські війська відбили 12 білоруських повітів у Радянської Росії, а також Городню, Ліду, Швянченіс у Литви. Віленщина залишалася частиною Литви, хоча, за різними оцінками, етнічні литовці становили від 5 % до 18 % (у самому Вільно їх було 4,5 %). Жорстоке завоювання регіону польськими військами викликало б різкий протест з боку Європи та Ліги Націй, тому захоплення Вільно та Віленщини мало виглядати як звичайний «бунт». Роль «повстанців» була відведена литовсько-білоруській дивізії під командуванням Люціана Жаліговського. Дивізія Жаліговського складалася з 90 % білоруських солдатів, і значна частина їх, у свою чергу, походила з Віленщини.
20 вересня Пілсудський, головний ініціатор акції, видав наказ направити литовсько-білоруську дивізію на Городнянщину. Зустріч Жаліговського та Пілсудського відбулася у Білостоці 30 вересня. Пізніше Жаліговський згадував:
|  | Пілсудський сказав, що Польща офіційно покинула Вільно в Спа, і тепер немає іншого способу повернути місто. Потрібно, щоб громадяни відстоювали свої права... Нам просто потрібно пам’ятати, що може прийти час, коли Сейм, Сенат та Польща зречуться від вас, тож ми повинні бути готові взяти все під свою відповідальність. Цього не можна сказати вголос. |

Прецедент несанкціонованого завоювання регіону вже існував. У вересні 1919 року італійський поет і націоналіст Габріеле Д'Аннунціо на чолі групи добровольців завоював вільне місто Фуме (Рієка), порт на східному узбережжі Адріатики, та оголосив про приєднання його до Італії.

### Утворення

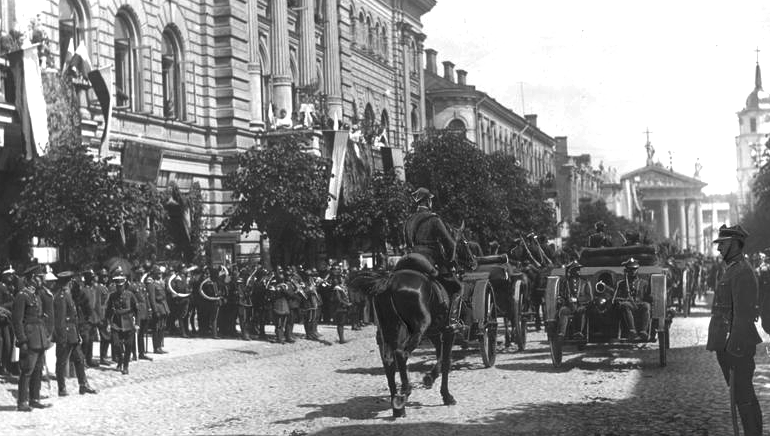
Польські військові святкують включення Вільно до Польської Республіки, 1922 рік.

Під час Польсько-радянській війни 1920 в ході контрнаступу польської армії, в якій Литва оголосила себе нейтральною, в серпні 1920 польські війська зіткнулися з литовськими частинами на Сувалщині. В останніх числах вересня 1920 в Сувалках почалися польсько-литовські переговори. 7 жовтня було підписано договір, що розмежовує польську і литовську зони. Відповідно договору Вільно виявлявся по литовському боці демаркаційної лінії. Договір повинен був вступити в дію 10 жовтня 1920.
За негласним розпорядженням Юзефа Пілсудського Л. Желіговський сформував оперативне військове угрупування з 15 393 осіб, ядро якого склали частини 1-й Литовсько-білоруської дивізії, і 8 жовтня нібито самостійно рушив її на Вільно, імітуючи непокору верховному командуванню. Дії частин, сформованих з уродженців Вільно і Віленського краю, повинні були імітувати стихійний характер, що виражає волю населення, і виглядати як повернення законних господарів у рідний край.
Розташовані за 50 км від Вільно частини зайняли місто 9 жовтня. Увечері того ж дня генерал Желіговський радіограмою, адресованою урядам Польської республіки, США, інших держав і Лізі Націй, сповістив про те, що солдати родом з Віленського краю відмовилися підкорятися Верховному головнокомандувачу, що він прийняв над ними командування та ним створена тимчасова виконавча комісія. Одночасно було випущено звернення солдатів 1-ї Литовсько-білоруської дивізії, в якому оголошувалося, що поки хоч би один з них у змозі тримати в руках зброю, могили предків не захопить «литовець, більшовик або німець», а «англієць» не вирішуватиме їх долю.
Про утворення Серединної Литви сповіщали три ноти, вислані 12 жовтня 1920 генералом Л. Желіговським уряду Польської республіки у Варшаві, уряду Литви у Каунасі та державам Антанти.
Ліга націй зажадала припинення бойових дій, втрутившись у мить, коли, на думку деяких дослідників, литовським військам після вдалих боїв під Гедройцями (19 листопада) і Ширвінтами (21 листопада) відкривалася дорога на Вільно. За посередництвом контрольної комісії Ліги націй 29 листопада було підписано перемир'я. 17 грудня 1920 р. військова контрольна комісія Ліги націй позначила нейтральну смугу в 10 км, що розділяє Литовську Республіку і Серединну Литву.

### Ліквідація

Демаркаційні лінії 1919–1939

Після провалу переговорів у Брюсселі напруженість у цьому регіоні зростала. Найважливішим питанням була величезна армія, яку виставила Серединна Литва (27 000). Генерал Луцян Желіговський вирішив передати владу цивільній владі і підтвердив дату виборів (8 січня 1922 р.). Проводилася значна пропагандистська кампанія з виборів, коли поляки намагалися заручитися підтримкою інших етнічних груп, присутніх у цьому районі. Польський уряд також звинувачували в різній політиці сильної зброї (наприклад, закриття литовських газет або порушення виборів, як-от непрохання дійсного документа у виборця). Вибори бойкотували литовці, більшість євреїв та частина білорусів. Поляки були єдиною основною етнічною групою, серед якої голосувала більшість людей.
Польські фракції, які отримали контроль над парламентом (сеймом) республіки, 20 лютого передали запит про включення до складу Польщі.
Пізніше, за наполяганням Польської республіки, конференція послів Великої Британії, Французької республіки, Королівства Італія, Японської імперії 15 березня 1923 ухвалила рішення про ліквідацію нейтральної смуги, встановивши демаркаційну лінію на захід від залізниці Даугавпілс — Гродно. Литовський уряд з цим рішенням не погодився, але був змушений зважати на існування демаркаційної лінії, яку уряд Польської республіки трактував як державний кордон. Прохання про входження Віленщини в склад Польської Республіки було прийнято польським сеймом 22 березня 1922 р. Зрештою вся територія Республіки Серединної Литви була включена до новоутвореного Віленського воєводства. Литва відмовилася прийняти польську владу над цією територією. Натомість вона продовжував розглядати так Віленщину як частину власної території, а саме місто як свою конституційну столицю, а Каунас був лише тимчасовим місцем уряду. Суперечка щодо Віленщини спричинила велику напруженість у польсько-литовських відносинах у міжвоєнний період.
|  | 18 червня 1919                   |
|  | 27 липня 1919                    |
|  | 7 квітня 1920 (Сувальська угода) |
|  | 3 лютого 1923                    |

## Державний устрій
Згідно з Указом Верховного головнокомандувача Центрально-Литовськими силами Люціана Жаліговського № 1 від 12 жовтня 1920 р. Верховна влада належала Верховному головнокомандувачу, а виконавча — Тимчасовій керівній комісії. Потужність комісії залежала від Люціана Жаліговського, оскільки вона визначала її компетенцію та повноваження. Головою її спочатку став Вітольд Абрамович, прихильник польсько-литовської федерації. Членами комісії були Лявон Бабицький, брати Івановські, Броніслав Тарашкевич та інші.
Основними завданнями Тимчасової комісії були забезпечення політичної та економічної стабільності регіону. Слабкість центрального уряду Серединної Литви призвела до зловживань з боку місцевої адміністрації та військових.
Майор Станіслав Бабятинський був призначений каштеляном Вільнюса.
Адміністрація була сформована на підставі Декрету № 2 від 12 жовтня 1920 року: Лявона Бабицького призначили директором регіонального управління безпеки, Юрія Івановського — директором департаменту закордонних справ, Вітольд Абрамович — директором внутрішніх справ, а Мечислав Енгельн був призначений директором праці та соціального захисту. Теофіл Шопа — лісове та сільське господарство, а згодом Департамент промисловості — Вацлав Івановський, освіти — Броніслав Тарашкевич та інші. Пізніше Антон Янковський став директором фінансового департаменту, Станіслав Кастялковський — директором освіти, Северин Людкевич — директором сільського та лісового господарства, а Олександр Ахматович — директором юстиції.
Невдоволення населення роботою комісії спричинило кризу. У січні 1921 р. М. Енгель, А. Янковський, Ю. Івановський, Т. Шопа подали у відставку. Головою реорганізованої комісії став генерал Станіслав Макжецький. Після закулісних переговорів за ініціативою Юзефа Пілсудського генерал Жаліговський призначив Олександра Мяістовича головою комісії Указом № 415 від 21 жовтня 1921 року, а указом № 419 передав йому всю верховну владу в Серединній Литві. Основним завданням Мяштовича було проведення виборів до представницького органу Серединьої Литви — Сейму, який повинен був визначити її долю.

### Сейм
Желіговський у зверненні 9 жовтня 1920 заявляв, що його мета — скликання у Вільно представників краю для виразу дійсної волі населення. Проте спочатку призначені на 9 січня 1921 вибори були відкладені. 28 жовтня 1921 була призначена нова дата виборів — 8 січня 1922. До участі допускалися постійні жителі Серединної Литви й уродженці її території. Серед 12 виборчих округів 3 знаходилися на території Польської республіки (Ліда, Василішки, Браслав) і 2 на території Литви (Ширвінти, Високий Двір). Більшість литовців на заклик лідерів литовського населення Серединної Литви вибори бойкотувала. До бойкоту приєдналася частина білорусів і євреїв. У виборах брало участь всього 64,4 % виборців (249 325 людина). З литовців, що мали право голосу, проголосувало 8,2 %, з євреїв — 15,3 %, з білорусів — 41 %. У віленському сеймі 77 мандатів отримали політичні об'єднання, що виступали за повну інкорпорацію Серединної Литви до складу Польської республіки, 22 — прихильники автономії в складі польської держави, 4 — прихильники федерації з Польською республікою (Демократична партія) і лише 3 — прихильники союзу з литовською державою (Народний союз Відродження). Засідання сейму почалися 1 лютого 1922. На засіданні 20 лютого 1922 сейм 96 голосами при 6 що утрималися (у деяких виданнях цифри відповідно 101 і 3) прийняв резолюцію про беззастережне включення Серединної Литви до складу Польської республіки.
22 березня 1922 засновницький сейм у Варшаві прийняв Акт возз'єднання Віленського краю з Польською Республікою. 24 березня 1922 віленський Сейм був скасований (частина його депутатів була кооптована в Сейм Польської Республіки). 6 квітня варшавським Сеймом був прийнятий закон про встановлення державної влади на Віленщині. 18 квітня 1922 у Вільно за участю Начальника держави Юзефа Пілсудського, прем'єр-міністра Антонія Пониковського, примаса Польської республіки Едмунда Дальбора, генерала Люціана Желіговського відбулося урочисте підписання акту про встановлення влади уряду Польщі.
Відповідно до затвердження Ліги Націй на східному кордоні Польщі в березні 1923 р. Віленщина стала однією з її частин.

## Кордони
Виданий Л. Желіговським декрет № 1 від 12 жовтня 1920 встановлював територію Серединної Литви в межах, визначених радянсько-литовським договором від 12 липня 1920 і литовсько-польською демаркаційною лінією червня 1920. Таким чином, Серединна Литва претендувала на Ширвінти і Високий Двір (Аукштадваріс) на території ковенської Литви і Ліду, Василішки й Браслав, що опинились у складі Польської республіки. Територія Серединної Литви займала частину земель Ошмянського, Свенцянського, Віленського повітів і трьох ґмін Троцького повіту, загалом 13 014 км².

## Демографія

### Населення

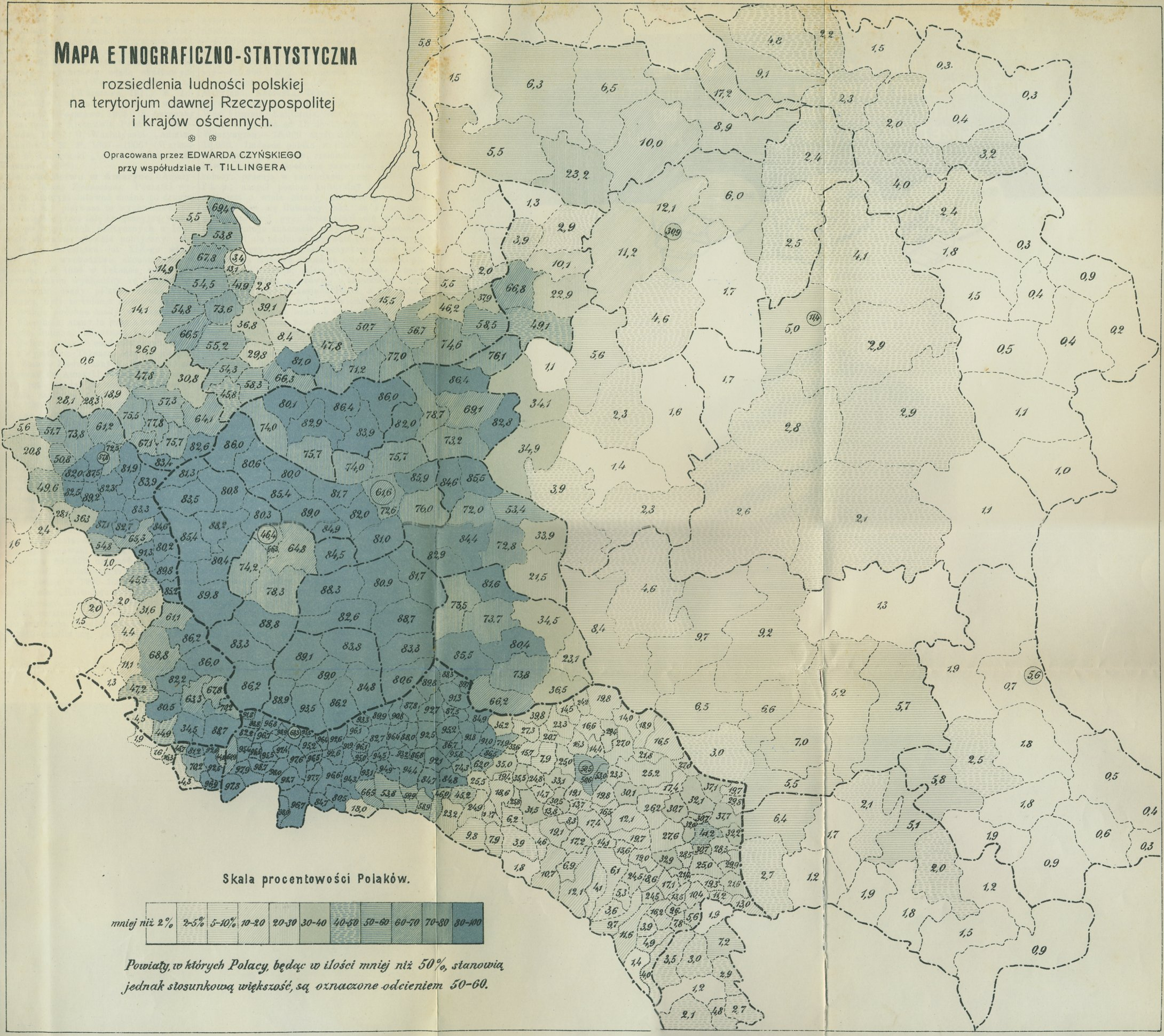
Етнічне населення Польщі за довоєнним переписом населення (1912 р.). Чітко відображається польська меншина на Віленщині — 6-12 % (більше у Вільнюсі). Сучасні дослідники та вчені, однак, вважають, що кількість поляків була занижена за результатами перепису населення в Російській імперії. А Вільнюс та його околиці входили до складу Російської імперії. Однак перепис Німеччини 1916 р. Під час німецької окупації, а потім перепис Польщі 1919 р., Після того, як Польща відновила незалежність і взяла під свій контроль регіон, показала, що поляки складають більшість у Вільнюсі та регіоні, підтверджуючи тим самим, що російська влада сильно занизив і сфальсифікував кількість поляків. Спочатку фактична кількість поляків у Вільнюсі становила близько 54 %, євреїв — близько 41 %, тож у 1930 -х роках кількість поляків зросла до понад 65 %, а євреїв до 25 %. Під час німецької окупації цього регіону та Вільнюса та регіону, що належав Польщі, кількість литовців у Вільнюсі не перевищувала 1 % населення міста, тоді як росіяни та білоруси разом становили майже 5 % міста. А в самій околиці Вільнюса та його околиць та регіону було навіть понад 80 % поляків, лише 7-10 % литовців, кілька відсотків росіян та білорусів разом, та мало євреїв, бо вони жили переважно у містах, а в селах — набагато менше.

Населення Серединної Литви становило 530 000 осіб, за підрахунками деяких дослідників наприкінці 1921 досягало 647 тис. Поляки налічували 70 % (близько 370 тис.), литовці — 12,8 % , білоруси — 6 %, євреї — 4 %, представники інших національностей та етнічних груп (росіяни, татари, караїми, вірмени, німці, латиші) загалом — 6,5 %.
У перший період існування Серединної Литви, у зв'язку з майбутнім плебісцитом, Тимчасова керівна комісія проводила ліберальну національну політику щодо білоруського населення. 9 жовтня 1920 р. на зборах білоруських активістів у Вільно, у яких брали участь Броніслав Тарашкевич, Вацлав Івановський, Антон Луцкевич та інші, було вирішено використовувати сприятливі політичні обставини для розвитку білоруської освіти та просвіти. За пропозицією уряду, Броніслав Тарашкевич зайняв посаду старшого офіцера департаменту освіти. Навесні 1921 року в країні було 186 білоруських шкіл. Наприкінці 1920 року тут була заснована Барунська вчительська семінарія. Віленська білоруська гімназія працювала з 1919 року. У 1921 р. за ініціативою Броніслава Тарашкевича було створено Товариство білоруського шкільництва. Однак білоруське навчання у Вільно існувало до тих пір, поки Вацлав Івановський та Броніслав Тарашкевич залишались у складі Тимчасової керівної комісії (у жовтні 1921 р. останній подав у відставку з Департаменту освіти). Новий уряд Серединої Литви розпочав ліквідацію білоруської освіти. У 1922 р. кількість білоруських шкіл зменшилась до 29.
Уряд Серединної Литви пообіцяв надати Віленщини автономію та фінансово підтримав білоруські національні організації. На території Середньої Литви діяло кілька білоруських організацій, представників груп різної політичної орієнтації, пов'язаних з Білоруссю.

### Мови
Постанова Тимчасової керівної комісії, прийнята 3 березня 1922 р., як рівноправні місцеві мови визнало польську, литовську, білоруську і єврейську (їдиш).

## Збройні сили
Підрозділи, які брали участь в операції 8-9 жовтня, були перетворені в 1-й корпус армії Серединної Литви, поповнений добровольцями та солдатами регіону, відібраними з XX піхотної дивізії (колишня II литовсько-білоруська дивізія) та відправлений до Вільно. Однак незабаром можливість поповнення армії солдатами та спорядженням була вичерпана. До березня 1921 р. Жаліговський мав у своєму розпорядженні 17 343 солдатів (разом із 722 офіцерами), 366 кулеметів, 13 броньованих машин, 2 бронепоїзди, 8 літаків та інших.

## Економіка

### Промисловість
Незважаючи на труднощі, у 1921 р. в Серединній Литві запрацювали 432 промислові та близько 1370 малих підприємств. Основним предметом експорту була промислова сировина (деревина, льон тощо). Влада розробила проєкт електрифікації держави за допомогою електростанцій в Ошмянах, Вявенцянах та Лосі та намагалася здійснити земельну реформу, спрямовану на послаблення соціальної напруженості в селі.

### Сільське господарство
Більшість населення країни займалася сільським господарством. До 1923 р. у Вільно було виділено 961 ділянку для поселення польських поселенців. 6470 фермерських господарств, що належать колишнім військовослужбовцям та активістам різних організацій, додатково отримували в середньому 2,5 га землі на ферму. Набути землю могли лише ті селяни, які були поляками або реєструвались у них і належали до Католицької церкви. Деякі села поділялися на хутори.

## Державні символи

Герб Серединної Литви (сучасна реконструкція)

Прапор Серединної Литви (сучасна реконструкція)

Герб Серединної Литви був встановлений Декретом № 1 від 12 жовтня 1920 року і зображав щит з Білим Орлом (традиційний геральдичний герб Польщі) на правій половині та Погоню (традиційний геральдичний герб Литви (Білоруси)) на ліві половині. Колір прапора був червоним. Гімн не встановлювався. Постійні мешканці могли отримати або паспорт громадянина Серединної Литви польською та литовською мовами, або паспорт мешканця Серединної Литви іноземного походження польською та білоруською або івритом.
Спочатку різні валюти (польські та німецькі марки, російські банкноти) обігали одночасно. Указом Жаліговського від 12 березня 1921 р. Польська марка була визнана єдиним законним платіжним засобом. Основою дефіцитного бюджету Середньої Литви були фактично безповоротні позики Польщі.

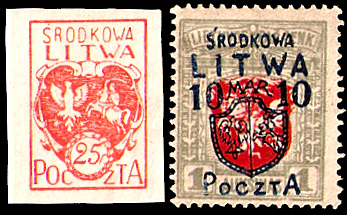
Марки Республіки Серединна Литва

Перші поштові марки нової держави були випущені 20 жовтня 1920 року і мали зображення двох гербів: польського орла та погоні. На марках 1920—1922 рр. можна побачити зображення пам'яток історії та архітектури Вільно (включаючи церкву Святої Анни та Гостру браму), портрети королеви Ядвіги та короля Ягайла, Тадеуша Костюшка та Адама Міцкевича. Марки з портретом Люціана Жаліговського випускалися кілька разів. У листопаді 1921 року була випущена марка, присвячена в'їзду армії Люціана Жаліговського до Вільно 9 жовтня 1920 року.

## Наслідки
Деякі історики стверджують, що якби Польща не перемогла в польсько-радянській війні, Литва була б окупована й анексована більшовиками і ніколи не пережила б двох десятиліть незалежности. За цим сценарієм, незважаючи на радянсько-литовський мирний договір 1920 р., Литва була дуже близька до того, щоб влітку 1920 р. більшовики вторглися, і лише польська перемога зірвала цей план зі шляху.
Після пакту Молотова — Ріббентропа та радянського вторгнення в Польщу в 1939 році Вільно та його околиці довжиною до 30 кілометрів були передані Литві відповідно до Радянсько-литовського договору про взаємодопомогу від 10 жовтня 1939 року, і Вільно стало столицею Литви. Однак у 1940 р. Литва була анексована Радянським Союзом, змусивши країну стати Литовською РСР. З часу відновлення незалежности Литви в 1991 році статус міста як столиці Литви було міжнародно визнаним.